# Червоное (Тернопольская область)
Червоное (укр. Червоне) — село в Саранчуковской сельской общине Тернопольского района Тернопольской области Украины.
До 2020 года входило в Бережанский район.
Код КОАТУУ — 6120483904. Население по переписи 2001 года составляло 43 человека. По состоянию на ноябрь 2021 года, в селе остался один житель.

## Географическое положение
Село Червоное находится на расстоянии в 0,5 км от сёл Куты и Мечищев.
По селу протекает пересыхающий ручей.
Рядом проходит железная дорога, станция Мечищев в 1-м км.

## История
- 1555 год — дата основания как хутор Мололохов Мечищевский.
- В 1946 г. Указом Президиума ВС УССР хутор Хорсо переименован в Червоный[3]